# Vacquières

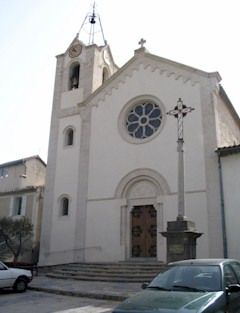
Kerk

Vacquières is een gemeente in het Franse departement Hérault (regio Occitanie) en telt 293 inwoners (1999). De gemeente werd op 1 januari 2017 overgeheveld van het arrondissement Montpellier  naar het arrondissement Lodève.
De gemeente telt onder meer een burgemeesterswoning, een klein basisschooltje, een Mariabeeld met een wijnvat aan haar voeten, en een dorpscafé dat de naam "Sur les plages" (aan de stranden) draagt. Een ietwat merkwaardige naam voor een café dat zo'n 50 kilometer van de Middellandse Zee verwijderd ligt. Er gaan geruchten dat dit te danken is aan de plaatselijke schilder, halverwege de jaren 90 verantwoordelijk was voor de nieuwe verflaag op de gevel van het café. Bij het schilderen van de tekst "Sur les places" (aan de pleinen) schijnt hij met de kwast te zijn uitgeschoten toen hij bij de letter "c" was. De uitbater van het café kon de humor er wel van in zien, en heeft geen poging gedaan om de naam van zijn café alsnog te wijzigen naar de oorspronkelijke bedoeling.
De leerlingen op de plaatselijke basisschool komen anno 2006 uit het dorp zelf en uit het nabijgelegen Sauteyrargues. Vacquières kent al een eigen basisschool sinds minstens 1690. Aanvankelijk had de school een eigen gebouw, maar in de periode tussen 1793 en 1842 werd er gebruikgemaakt van de pastorie van de plaatselijke kerk. Niet bekend is of het hier een jongens-, meisjes- of gemengde school betrof. In de 19de eeuw wordt er in elk geval melding gemaakt van twee scholen; een voor meisjes en een voor jongens. In 1924 openen beide scholen hun deuren echter ook voor kinderen van het andere geslacht. De voormalige meisjesschool sluit haar deuren echter al twee jaar later, terwijl de jongensschool blijft voortbestaan. Een nieuw schoolgebouw wordt ingewijd op 26 september 1992.

## Geografie
De oppervlakte van Vacquières bedraagt 14,4 km², de bevolkingsdichtheid is 20,3 inwoners per km².
De onderstaande kaart toont de ligging van Vacquières met de belangrijkste infrastructuur en aangrenzende gemeenten.

## Demografie
Onderstaande figuur toont het verloop van het inwonertal (bron: INSEE-tellingen).

## Voetnoten
1. ↑  Populations de référence 2022.
2. ↑  Bron: De Franstalige versie van dit artikel op fr.wikipedia.org